# ヤン・トロエル
ヤン・トロエル（Jan Troell、1931年7月23日 - ）は、スウェーデンの映画監督。マルメ出身。

## 略歴
小学校の教師をしていたが、1960年代頃から映画製作を始める。1968年に『Här har du ditt liv』で映画監督デビューを果たし、翌年には『Ole dole doff』でベルリン国際映画祭金熊賞を受賞。1971年公開の『移民者たち』でアカデミー監督賞と脚本賞にノミネートされた。
1973年にジーン・ハックマン主演の『西部に来た花嫁』でハリウッド進出を果たしたが、同作品と『ハリケーン』しかハリウッド作品を製作しなかった。1982年には『Ingenjör Andrées luftfärd』がアカデミー外国語映画賞にノミネート。1991年に『Il Capitano』でベルリン国際映画祭銀熊賞 (監督賞)を受賞した。

## 主な監督作品
- Ole dole doff (1968)
- 移民者たち Utvandrarna (1971)
- 西部に来た花嫁 Zandy's Bride (1973)
- ハリケーン Hurricane (1979)
- Ingenjör Andrées luftfärd (1982)
- Il Capitano (1991)
- Hamsun (1996)
- Maria Larssons eviga ögonblick (2008)